# Мариупольское высшее профессиональное металлургическое училище
Мариупольское высшее профессиональное металлургическое училище имени И. Лута (до 2003 года — Профессионально-техническое училище № 99) (укр. Маріупольське вище металургійне професійне училище) — среднеспециальное профессиональное учебное заведение в городе Мариуполе. Является базовым для ММК им. Ильича. Директор — отличник образования Украины Ольга Дегтеренко.

## История
Профессионально-техническое училище № 99 было построено в 1976 году и на тот момент готовило рабочих 6 специальностей. Первым директором стал Б. И. Посяда. В училище действовало 24 учебных кабинета и 6 мастерских, обучалось 211 человек.
В феврале 1992 года училищу было присвоено имя сталевара Ивана Андреевича Лута.
В августе 2003 года ПТУ было реорганизовано в Мариупольское высшее металлургическое профессиональное училище.
С 2005 года училище начало подготавливать младших специалистов ІІІ уровня обучения.
В настоящее время в училище обучаются 26 рабочим специальностям.

## Материально-техническая база
В училище оборудовано 15 общеобразовательных кабинетов (в том числе 3 кабинета информатики и вычислительной техники), 8 общетехнических кабинетов и лабораторий, 9 специальных кабинетов и лабораторий и 12 специализированных мастерских.